# Temporada 1970 del Campeonato Europeo de Fórmula Dos
La temporada 1970 del Campeonato Europeo de Fórmula Dos fue la cuarta edición de dicho campeonato.

## Calendario
|   | Circuito           | Fecha        | Vueltas | Distancia        | Tiempo                | Velocidad                 | Pole Position   | Vuelta rápida   | Ganador                    |
| - | ------------------ | ------------ | ------- | ---------------- | --------------------- | ------------------------- | --------------- | --------------- | -------------------------- |
| 1 | Thruxton           | 30 March     | 46      | 3.791=174.386 km | 0'57:41.0 1 lap down  | 181.390 km/h -            | Jackie Stewart  | Jochen Rindt    | Jochen Rindt Derek Bell    |
| 2 | Hockenheim         | 14 April     | 20+20   | 6.769=270.76 km  | 1'22:01.3             | 198.065 km/h              | Jochen Rindt    | Dieter Quester  | Clay Regazzoni             |
| 3 | Barcelona          | 26 April     | 45      | 3.79=170.55 km   | 1'08:07.6             | 150.205 km/h              | Derek Bell      | Derek Bell      | Derek Bell                 |
| 4 | Rouen              | 31 May       | 25      | 6.541=163.525 km | 0'51:24.0 0'51:24.4   | 190.885 km/h 190.860 km/h | Ronnie Peterson | Tim Schenken    | Jo Siffert Clay Regazzoni  |
| 5 | Pergusa-Enna       | 23 August    | 31+31   | 4.845=300.39 km  | 1'28:03.5             | 204.676 km/h              | Jacky Ickx      | Clay Regazzoni  | Clay Regazzoni             |
| 6 | Tulln-Langenlebarn | 13 September | 35+35   | 2.7=189.0 km     | 1'13:45.82 1'14:17.33 | 153.734 km/h 152.647 km/h | Clay Regazzoni  | François Cevert | Jacky Ickx François Cevert |
| 7 | Imola              | 27 September | 28+28   | 5.018=281.008 km | 1'30:50.4             | 185.606 km/h              | Clay Regazzoni  | Jacky Ickx      | Clay Regazzoni             |
| 8 | Hockenheim         | 10 October   | 35      | 6.789=237.615 km | 1'16:34.4             | 186.186 km/h              | Ronnie Peterson | Dieter Quester  | Dieter Quester             |

## Clasificación de pilotos
Por cada carrera se otorgaron puntos: 9 puntos para el ganador, 6 para el segundo lugar, 4 para el tercer lugar, 3 para el cuarto lugar, 2 para el quinto lugar y 1 para el sexto lugar. No se otorgaron puntos adicionales.
| Lugar | Nombre                | Equipo                     | Equipo  | Coche | THR | HOC | MNT | ROU | EMM | TUL | IMO | HOC | Points |
| ----- | --------------------- | -------------------------- | ------- | ----- | --- | --- | --- | --- | --- | --- | --- | --- | ------ |
| 1     | Clay Regazzoni        | Tecno Racing               | Tecno   | Ford  | 2   | 9   | -   | 9   | 9   | -   | 9   | 6   | 44     |
| 2     | Derek Bell            | Wheatcroft Racing          | Brabham | Ford  | 9   | 4   | 9   | (2) | 3   | 6   | 4   |     | 35     |
| 2     | Derek Bell            | BMW                        | BMW     | BMW   |     |     |     |     |     |     |     | (1) | 35     |
| 3     | Emerson Fittipaldi    | Team Bardahl               | Lotus   | Ford  | -   | 2   | 4   | 6   | 4   | -   | 6   | 3   | 25     |
| 4     | Dieter Quester        | BMW                        | BMW     | BMW   | 3   | -   | 2   | -   | -   | -   | -   | 9   | 14     |
|       | Ronnie Peterson       | Guthrie Racing             | March   | Ford  | -   | -   | -   | 3   | -   | 4   | 3   | 4   | 14     |
| 6     | Robin Widdows         | Walker Racing              | Brabham | Ford  | 6   | -   | 3   | -   | -   | -   | -   | -   | 9      |
|       | François Cevert       | Tecno Racing               | Tecno   | Ford  | -   | -   | -   | -   | -   | 9   | -   | -   | 9      |
|       | Tetsu Ikuzawa         | Ikuzawa Racing             | Lotus   | Ford  | -   | 6   | -   | -   | -   | 2   | 1   | -   | 9      |
| 9     | Peter Westbury        | FIRST                      | Brabham | Ford  | -   | -   | -   | 1   | 6   | -   | -   | -   | 7      |
| 10    | Henri Pescarolo       | Gerard Racing              | Brabham | Ford  | -   | -   | 6   | -   | -   | -   | -   | -   | 6      |
| 11    | Alistair Walker       | Walker Racing              | Brabham | Ford  | 4   | -   | -   | -   | -   | 1   | -   | -   | 5      |
| 12    | Tim Schenken          | Sports Motor International | Brabham | Ford  | -   | -   | -   | 4   | -   | -   | -   | -   | 4      |
| 13    | Hubert Hahne          | BMW                        | BMW     | BMW   | -   | 3   | -   | -   | -   | -   | -   | -   | 3      |
|       | Vittorio Brambilla    | North Italian Racing       | Brabham | Ford  | -   | -   | -   | -   | -   | 3   | -   | -   | 3      |
|       | Carlos Reutemann      | Automóvil Club Argentino   | Brabham | Ford  | -   | -   | 1   | -   | -   | -   | -   | 2   | 3      |
| 16    | Jean-Pierre Jabouille | Pygmée                     | Pygmée  | Ford  | -   | -   | -   | -   | 2   | -   | -   | -   | 2      |
|       | Mike Goth             | private entry              | Brabham | Ford  | -   | -   | -   | -   | -   | -   | 2   | -   | 2      |
| 18    | Tommy Reid            | Irish Racing               | Brabham | Ford  | 1   | -   | -   | -   | -   | -   | -   | -   | 1      |
|       | Peter Gaydon          | Gerard Racing              | Brabham | Ford  | -   | 1   | -   | -   | -   | -   | -   | -   | 1      |